# Télescope Faulkes nord
Le télescope Faulkes nord (en anglais Faulkes Telescope North) est situé à l'observatoire du Haleakalā sur l'île de Maui dans l'état américain de Hawaï. C'est un télescope Ritchey-Chrétien de 2 m de diamètre et de focale f/10 qui est un clone du télescope Liverpool installé à l'observatoire du Roque de los Muchachos.
Le télescope appartient et est géré par le LCOGT. Ce télescope et son jumeau, le Faulkes sud, sont utilisés par des groupes de recherche et d'enseignement du monde entier. The Faulkes Telescope Project (en) est l'un des organismes qui fournissent du temps d'observation (alloué par le LCOGT) pour des projets éducatifs dans les écoles britanniques et aux astronomes amateurs.
En 2013, il a photographié le télescope spatial Herschel désormais hors service.